# Beyond
Beyond (Aan de andere kant) is een instrumentaal nummer geschreven door drummer Graeme Edge voor The Moody Blues.
Het werd geschreven voor het studioalbum To Our Children's Children's Children, een conceptalbum over ruimtereizen. In de geschiedenis van de band staat het bekend als het tweede instrumentale nummer van The Moodies ooit, Het eerste The Voyage was geplaatst op het album On the Threshold of a Dream. Edge schreef meestal gedichten bij zijn composities, maar hier bleef de stem stil. Beyond komt na het akoestische I Never Thought I'd Live to Be a Hundred.
Bij een latere bewerking van het nummer voor het verzamelalbum This Is The Moody Blues werd het gedicht The Word (ook van Edge) van In Search of the Lost Chord over het eerste deel gezet. Hoofdinstrumenten zijn de mellotron (Mark II) van Mike Pinder en drumstel van Edge. Het nummer wisselt rockfragmenten af met geluidseffecten, die in de oren van Geoff Feakes net niet aansluiten bij de rockmuziek. Bijzonder is dat de rockmuziek bij stereoweergave van links naar rechts verschuift. 